# Pietro Perugino
Pietro di Cristoforo Vanucci, ou Pietro Perugino, (Italiano: [ˈpjɛːtro peruˈdʒiːno]; c. 1446/1452 – 1523) ou simplesmente Perugino (1450-1523) nascido Pietro Vannucci, foi um pintor renascentista italiano da escola da Úmbria, que desenvolveu algumas das qualidades que encontraram expressão clássica no Alto Renascimento. Rafael era seu aluno mais famoso.

## Primeiros anos
Nasceu Pietro Vannucci em Città della Pieve, Úmbria, filho de Cristoforo Marie Vannucci. Seu apelido o caracteriza como de Perúgia, a principal cidade da Úmbria. Os estudiosos continuam a contestar o status socioeconômico da família Vannucci. Enquanto certos acadêmicos afirmam que Vannucci trabalhou para sair da pobreza, outros argumentam que sua família estava entre os mais ricos da cidade. Sua data exata de nascimento não é conhecida, mas com base em sua idade na morte mencionada por Vasari e Giovanni Santi, acredita-se que nasceu entre 1446 e 1452.
Pietro provavelmente começou a estudar pintura em oficinas locais em Perúgia, como as de Bartolomeo Caporali ou Fiorenzo di Lorenzo. A data da primeira residência florentina é desconhecida; alguns tornam-se tão cedo quanto 1466/1470, outros empurraram a data para 1479. De acordo com Vasari, ele aprendeu na oficina de Andrea del Verrocchio ao lado de Leonardo da Vinci, Domenico Ghirlandaio, Lorenzo di Credi, Filippino Lippi e outros. Piero della Francesca pensa que lhe ensinou a forma de perspectiva. Em 1472, ele deve ter completado seu aprendizado desde que ele foi matriculado como mestre na Confraria de São Luke. Pietro, embora muito talentoso, não estava extremamente entusiasmado com seu trabalho.
Perugino foi um dos primeiros praticantes italianos de pintura a óleo. Alguns de seus primeiros trabalhos foram extensos afrescos para o convento dos pais  de Ingessati, destruídos durante o cerco de Florença; Ele produziu para eles também muitos desenhos animados, que eles executaram com efeito brilhante em vitrais. Um bom exemplar de seu estilo inicial em tempera é o tondo (imagem circular) no Musée du Louvre das Virgin and Child Enthroned entre santos.

## Roma

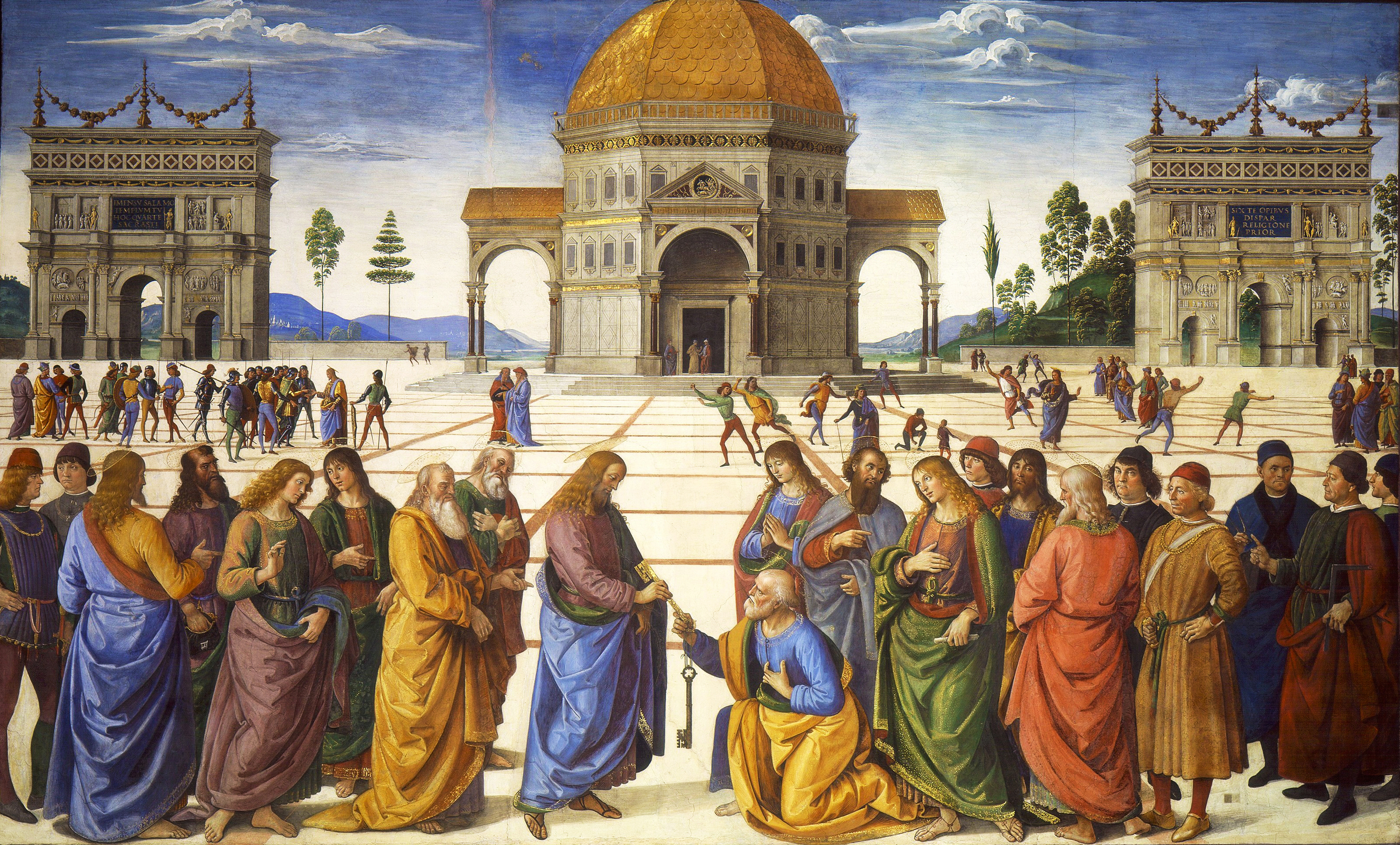
Entrega das Chaves fresco, 1481–1482, Capela Sistina, Roma.

Perugino voltou de Florença para Perugia, onde seu treinamento florentino mostrou na Adoração dos Magos para a igreja de Santa Maria dei Servi de Perugia (c. 1476). Em cerca de 1480, ele foi convocado para Roma por Sixto IV para pintar painéis de frescos para as paredes da Capela Sistina. Os afrescos que ele executou lá incluíram Moisés e Zípora (muitas vezes atribuídos a Luca Signorelli), o Batismo de Cristo e a Entrega das Chaves. Pinturicchio acompanhou Perugino a Roma, e foi feito seu parceiro, recebendo um terço dos lucros. Ele pode ter feito algum assunto da Zipporah. Os afrescos de Sistine foram a maior comissão renascentista em Roma. O muro do altar também foi pintado com a Assunção, a Natividade e Moisés nos Bulrushes. Essas obras foram mais tarde destruídas para criar um espaço para o Julgamento Final de Michelangelo. 
Entre 1486 e 1499, Perugino trabalhou principalmente em Florença, fazendo uma viagem a Roma e várias a Perugia, onde ele pode ter mantido um segundo estúdio. Ele tinha um estúdio estabelecido em Florença, e recebeu um grande número de comissões. Sua Pietà (1483-1493) nos Uffizi é um trabalho inusitadamente estridente que evita a piedade sentimental, às vezes, muito fácil de Perugino. 

## Galeria

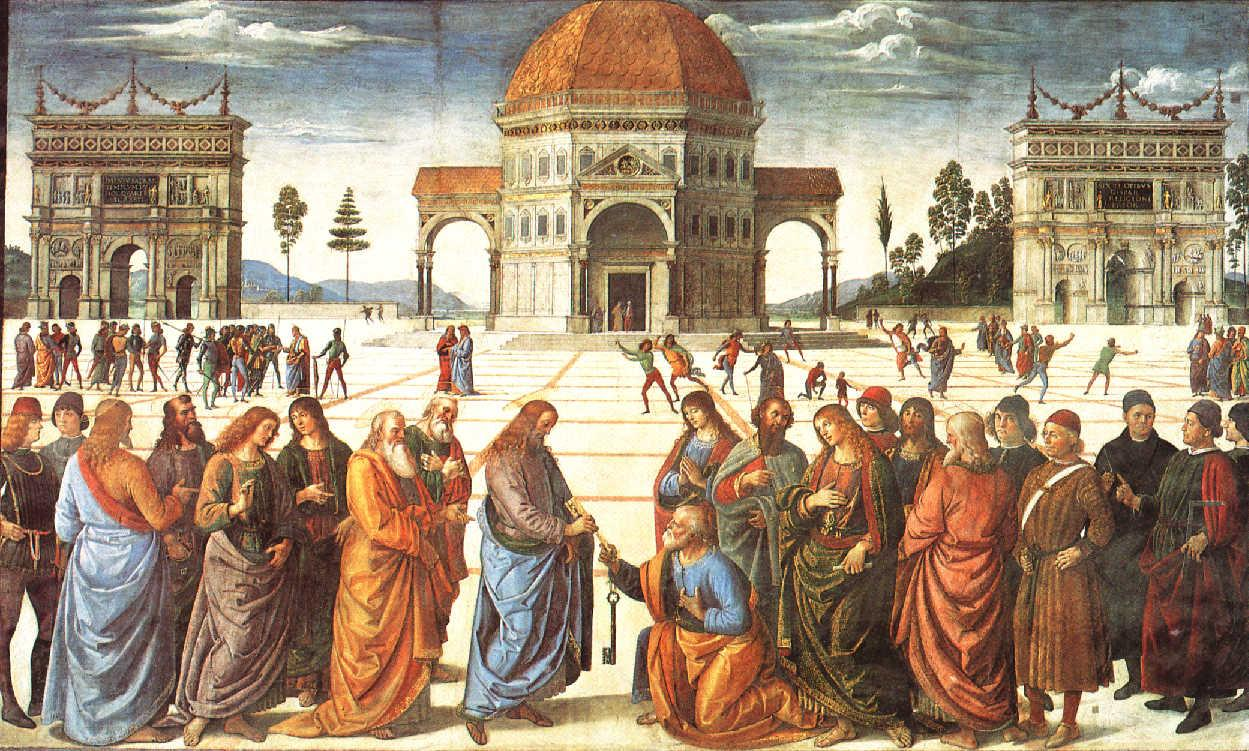
A Entrega das Chaves a São Pedro, Capela Sistina.
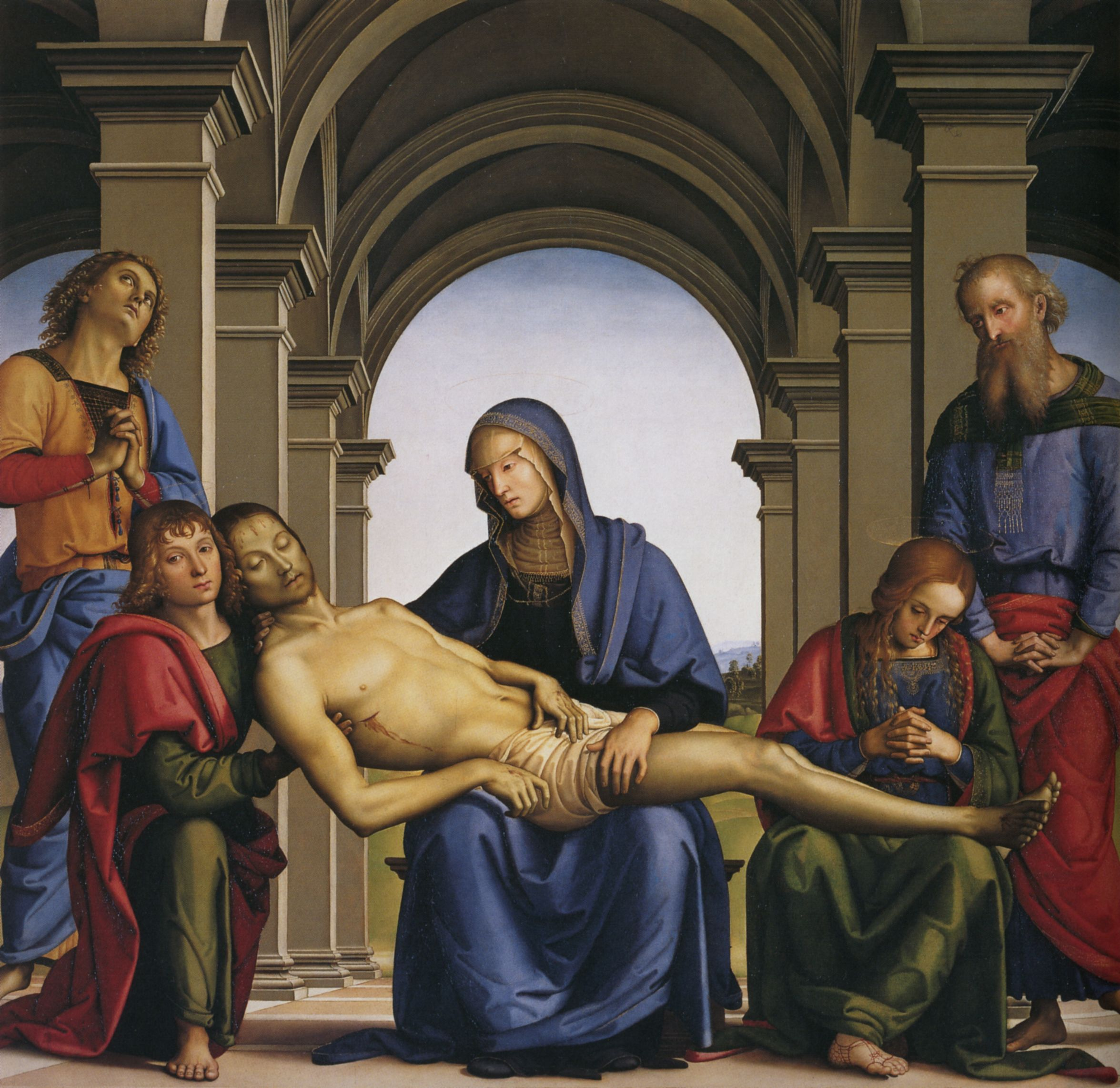
Pietà, Galeria Uffizi, Florença

## Ver Também
- Pintura da Renascença Italiana
- História da pintura